# The Radicalz
The Radicalz foram um stable de wrestling profissional da World Wrestling Federation (WWF). Os membros do grupo eram ex-lutadores da World Championship Wrestling (WCW) e eram os seguintes: Chris Benoit, Eddie Guerrero, Perry Saturn e Dean Malenko, tendo entrado após um tempo para ser a namorada de Saturn (kayfabe). Benoit, Malenko e Saturn faziam membro do stable The Revolution da WCW, que acabou desfeito.

## História

### World Championship Wrestling
Em 1999, quatro wrestlers de meio nível da World Championship Wrestling juntaram-se e formaram um grupo. Chris Benoit, Eddie Guerrero, Perry Saturn e Dean Malenko fizeram um time para fazer feud a Kevin Sullivan, Shane Douglas e Sid Vicious. Após ficarem apenas um ano, o grupo saiu da WCW e foi para a World Wrestling Federation (WWF).

### World Wrestling Federation
A primeira aparição deles decorreu na edição da WWF RAW de 1 de Fevereiro de 2000, como membros do auditório e entrevistadores de bastidores de Mick Foley. Eles interferiram uma luta, e "conquistaram" os contratos para a WWF. O grupo ficou conhecido como The Radicalz, e conquistou muito sucesso no início. Saturn e Benoit fizeram uma das maiores lutas do WWF Heat, ao derrotarem The Hardy Boyz com ajuda de Terri Runnels, que tornar-se-ia valet do grupo e namorada (kayfabe) de Saturn.
A partir do verão de 2000 vieram os títulos individuais ao grupo. Triple H ajudou o grupo em duas semanas, fazendo feud a Stone Cold Steve Austin. Benoit tornou-se face a disputar com Kurt Angle o WWE Championship. No entanto, os outros membros do grupo continuaram com o personagem heel.
Guerrero foi tornado face após aliar-se ao Team Xtreme; Benoit lesionou-se; Saturn, Terri e Malenko continuaram no grupo; e Malenko retirou-se após fazer a sua última aparição na storyline The Invasion.
O grupo acabou separando-se quando Guerrero resolveu encarar Benoit em uma SmackDown, tendo o final declarado no One Night Stand 2005.

## Atualmente
Todos os cinco membros do grupo The Radicalz atualmente não competem mais nas divisões do wrestling profissional:
- Saturn, o qual rescindiu contrato com a WWE em Novembro de 2002, está semi-retirado.
- Malenko, o qual foi mencionado, retirou-se do wrestling na metade de 2001, e atualmente é treinador/road agent da WWE; ele é o único sobrevivente da Radicalz que tem contrato com a WWE.
- Runnels abandonou o wrestling em Março de 2005.
- Guerrero morreu em 13 de Novembro de 2005, vítima de infecção cardíaca (Leia Mais)
- Benoit cometeu duplo homicídio e suicidou-se em 24 de Junho de2007 através da asfixia. (Leia Mais)

## Títulos
- World Wrestling Federation
  - WWF European Championship (3 vezes) – Guerrero (2) e Saturn (1)
  - WWF Hardcore Championship (3 vezes) – Saturn (2) runnels (1)
  - WWF Intercontinental Championship (3 vezes) – Benoit (2) e Guerrero(1)
  - WWF Light Heavyweight Championship (2 vezes) – Malenko